# 賈直言
賈直言（？—835年），唐朝諫議大夫、太子賓客，大和九年（835年）去世，去世那天，朝廷停止朝會，追贈賈直言為工部尚書。

## 生平
元和十三年（818年），當時賈直言擔任李師道的幕僚，李師道意圖謀反，賈直言冒著被殺害的風險，向李師道勸諫了兩次，一次抬著棺材向李師道勸諫，後來又畫一幅一個人被綁在囚車裡，其妻子兒女戴著腳鐐手銬的圖給李師道。李師道非常生氣，便將賈直言關了起來。
元和十四年（819年）二月，李師道被劉悟平定，劉悟進城，釋放賈直言，並置於幕府參議軍事。後來劉悟轉任遷到潞州，賈直言也一同遷移。
長慶二年（822年），昭義監軍劉承偕仗著立唐穆宗的大功，數次在眾將面前侮辱劉悟，又縱容下屬破壞軍紀，甚至暗地和磁州刺史張汶密謀，打算藉機將劉悟綁送朝廷，讓張汶頂替劉悟的位置。劉悟得知劉承偕的陰謀後，下令讓部屬作亂，趁機殺死張汶。圍住劉承偕，準備殺他時，賈直言前去責備劉悟，諷諫他不要學李師道，劉悟感謝賈直言的直言，赦免劉承偕後，將他囚禁在官邸裡。
長慶四年（824年）正月，時任澤潞判官的賈直言被任命為諫議大夫，劉悟上表請求留任，唐穆宗批准。八月，賈直言被任命為檢校右庶子兼任御史丞。擔任昭義軍司馬。
寶曆元年（825年）八月初十，劉悟突然得病去世。他的兒子將作監主簿劉從諫隱瞞其父去世的消息，不向朝廷報喪。劉從諫和大將劉武德與親兵密謀，偽造其父遺表請求任命自己暫時代理留後，打算反叛，此舉遭賈直言責備，劉從諫驚慌恐懼且無言應對賈直言的言論，最終，劉悟立即發喪，而賈直言則是代理留後。當初，劉從諫軍中有二千名鄆兵與他同謀，由於劉從諫被說服，軍心又穩定下來。
大和九年（835年）三月，賈直言去世，被朝廷追贈為工部尚書。

## 軼事

### 代父飲毒酒
過去賈家曾是河朔一代的望族，賈直言的父親賈道沖，以自身的技藝擔任待詔。唐代宗時，賈道沖獲罪被下令賜毒酒自殺，賈道沖正打算喝下毒酒時，賈直言建議他的父親先答謝四方神明，趁著使者懈怠，賈直言搶下毒酒代替其父親一飲而盡，賈直言便昏迷暈倒。隔天，毒從賈直言腳下排出，久久賈直言才甦醒，賈直言也因此變成了跛足。唐代宗憐憫他們，於是免除賈道沖的死罪，但與賈直言都被流放到嶺南。

### 董氏封髮
賈直言要被流放到嶺南時，當時他的妻子董氏還很年輕，賈直言認為他這次被流放，生死難料，以後可能再也無法見面，於是勸他的妻子改嫁。董氏沒有直接回覆賈直言，只是用繩將自己的頭髮束縛起來，然後用帛封住頭髮並讓賈直言在上面簽字。董氏說除了賈直言外其他人都不能解開。過了二十年（《獨異志》則是記載二十二年），賈直言才回來，簽字的地方依舊。賈直言親自為妻子解開。後世將董氏封髮象徵婦人守節的志氣。

## 評價
- 林同：幾曾聞飲鴆，有不隕其身，那得獨全活，天應知代親。《孝詩》

## 延伸阅读
[在维基数据编辑]
 《舊唐書·卷187下》，出自刘昫《舊唐書》
 《新唐書·卷193》，出自《新唐書》